# Stefan Kämmerling

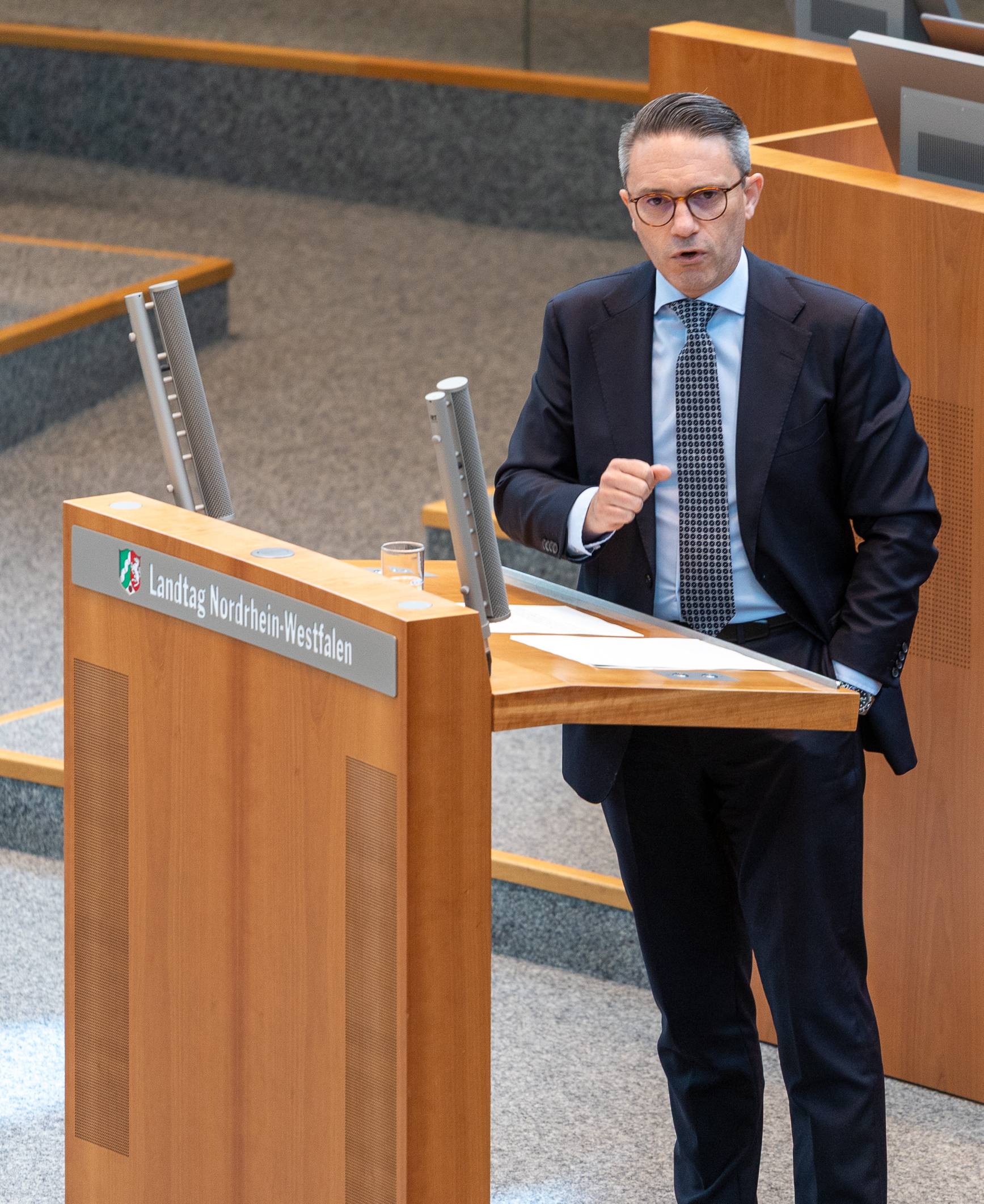
Stefan Kämmerling (2025)

Stefan Kämmerling (* 25. März 1976 in Eschweiler) ist ein deutscher Politiker (SPD). Er war von 2012 bis 2022 und ist seit März 2023 Mitglied des Landtages von Nordrhein-Westfalen.

## Leben und Beruf
Nach dem Besuch der Realschule Patternhof Eschweiler machte Kämmerling von 1992 bis 1995 eine Berufsausbildung zum Bankkaufmann bei der Sparkasse Aachen. Es folgte 1999 die Weiterbildung zum Sparkassenfachwirt an der Sparkassenakademie des Rheinischen Sparkassen- und Giroverbandes. Das Beschäftigungsverhältnis mit der Sparkasse Aachen dauerte an bis 2022, ruhte jedoch seit der Annahme des Landtagsmandats im Mai 2012.
Er ist unter anderem Mitglied von ver.di, AWO, der SGK und der Naturfreunde Internationale.
Kämmerling ist geschieden und lebt in Eschweiler.

## Politik
1998 trat Kämmerling in die SPD ein. Von 1999 bis 2003 war er Vorsitzender der Jusos im Kreis Aachen und von 2000 bis 2008 Pressesprecher des SPD-Unterbezirks Kreis Aachen unter dem damaligen Unterbezirksvorsitzenden Martin Schulz. 2002 absolvierte er die Kommunalakademie der Friedrich-Ebert-Stiftung in Bergneustadt und 2014 in Berlin die Führungsakademie der SPD. Nachdem er sich von 2003 bis 2008 als Pressesprecher des SPD-Stadtverbands Eschweiler engagierte, führte er diesen von 2008 bis 2016 als Stadtverbandsvorsitzender. Von 2010 bis 2022 war Kämmerling stv. Vorsitzender des SPD-Unterbezirks in der Städteregion Aachen (vormals SPD-Unterbezirk Kreis Aachen) und von 2014 bis 2022 stv. Vorsitzender der SPD-Region Mittelrhein. Von 2016 bis 2022 gehörte er dem Landesvorstand der NRWSPD und dessen Präsidium an.
Sein erstes kommunalpolitisches Engagement nahm er von 2000 bis 2004 als sachkundiger Bürger im Planungs-, Umwelt- und Bauausschuss im Rat der Stadt Eschweiler wahr. Seit 2004 ist Kämmerling Mitglied des Rates der Stadt Eschweiler.
Für die Landtagswahl in Nordrhein-Westfalen 2010 kandidierte Kämmerling erstmals für den Landtag Nordrhein-Westfalen. Mit einem Erststimmenergebnis von 39,6 % verfehlte er den Einzug in den Landtag um 0,8 % bzw. um 540 Stimmen. Erneut kandidierte Kämmerling für die Landtagswahl in Nordrhein-Westfalen 2012 nach der Auflösung des Landesparlaments und gewann den Wahlkreis Aachen IV (bis 2010 Kreis Aachen II) direkt mit einem Erststimmenergebnis von 42,1 %.
In der 16. Wahlperiode des Landtags Nordrhein-Westfalen saß er von November 2015 dem Ausschuss für Kommunalpolitik vor und war Mitglied im Haushalts- und Finanzausschuss. Von Juli 2013 bis Januar 2016 übte er die Funktion des stellvertretenden Vorsitzenden des Parlamentarischen Untersuchungsausschuss II des Landtags Nordrhein-Westfalen aus, welcher die Fehlentwicklungen und den Niedergang der Westdeutschen Landesbank (WestLB) untersuchte.
Bei der Landtagswahl am 14. Mai 2017 gewann Kämmerling mit 38,6 % der Erststimmen zum zweiten Mal den Wahlkreis Aachen IV direkt.
Von Beginn der 17. Wahlperiode bis Juli 2018 war er Vorsitzender des Ausschusses für Heimat, Kommunales, Bauen und Wohnen. Den Vorsitz des Ausschusses für Heimat, Kommunales, Bauen und Wohnen des Landtags legte Kämmerling mit Wirkung vom 15. Juli 2018 nieder, weil er zum kommunalpolitischen Sprecher der SPD-Landtagsfraktion NRW gewählt worden war. Bis zum Ende der Legislaturperiode gehörte er dem Ausschuss für Wirtschaft, Energie und Landesplanung sowie dem Unterausschuss Bergbausicherheit an. Außerdem war Kämmerling Beauftragter der SPD-Landtagsfraktion NRW für den Strukturwandel im Rheinischen Revier. Im September 2021 beschloss der Landtag NRW einen parlamentarischen Untersuchungsausschuss, der die Hochwasserkatastrophe des Sommers 2021 untersuchen sollte und in dessen Verlauf die Umweltministerin Ursula Heinen-Esser zurücktrat. Kämmerling war in diesem Untersuchungsausschuss Obmann der SPD-Landtagsfraktion.
Bei der Landtagswahl 2022 konnte er seinen Wahlkreis nicht erneut gewinnen, unterlag mit 1,6 % Erststimmen und schied aus dem Landtag aus. Am 4. März 2023 rückte er für den ausgeschiedenen Abgeordneten Ibrahim Yetim in den Landtag nach, Kämmerling wurde am 9. März 2023 als Abgeordneter verpflichtet.
Seit Oktober 2022 ist er Landesgeschäftsführer des SPD-Landesverbands Nordrhein-Westfalen.